# Jacques Nicolle
Jacques Nicolle est un physicien, biochimiste et résistant français, né le 19 décembre 1901 à Rouen et mort le 15 mai 1972 à Coulommiers en Seine-et-Marne.

## Biographie
Jacques Nicolle était le directeur du laboratoire de biochimie des isomères de l'École pratique des hautes études au Collège de France. Il était l'assistant de Paul Langevin à la Sorbonne. Il a écrit un certain nombre d'ouvrages sur l'histoire des sciences, dont notamment des monographies sur Bernard Palissy, Henry Cavendish, Louis Pasteur, Pierre Curie, Wilhelm Röntgen.
Il a obtenu le prix Marcelin-Guérin en 1954, ainsi que le prix Paul-Teissonnière en 1958.
Jacques Nicolle était le fils du médecin et biologiste Maurice Nicolle, ainsi que le neveu du médecin et prix Nobel de médecine Charles Nicolle.

## Publications
- La symétrie, PUF, 1957
- Une application de la symétrie à la lutte contre les microbes, Université de Paris, Palais de la Découverte, 1957
- Bernard Palissy, le savant, Paris, Palais de la Découverte, 1968
- Sir Henry Cavendish (1731-1810), l'homme qui a pesé la Terre, Paris, Palais de la Découverte, 1969
- Un maître de l'enquête scientifique: Louis Pasteur, Paris, Palais de la Découverte, 1953, prix Marcelin Guérin de l'Académie française en 1954
- Maurice Nicolle (1862-1932), un homme de la Renaissance à notre époque, Paris, éditions du Vieux Colombier, 1957, prix Paul-Teissonnière de l'Académie française en 1958
- Pierre Curie, sa vie, son œuvre, en collaboration avec Alfred Kastler, 1959
- La science au service de l'émancipation de l'homme, Alger, éditions Liberté, 1947
- La symétrie dans la nature et les travaux des hommes, préface de Louis de Broglie, Paris, La Colombe, 1955
- La symétrie et ses applications, préface de Louis de Broglie, Paris, Albin Michel, 1950
- « Le Nombre d'Or - Réalité ou fiction ? »- In Précis Analytique des travaux de l’Académie des Sciences, Belles Lettres et Arts de Rouen (1963, p. 151), 1964
- Wilhelm Röntgen (1845-1923) et l'ère des rayons X, Paris, Palais de la Découverte, 1967
- Structure moléculaire et propriétés biologiques: cas particulier des isomères optiques, Paris, Flammarion, 1973